# Vitacea polistiformis
Vitacea polistiformis is een vlinder uit de familie van de wespvlinders (Sesiidae). De wetenschappelijke naam van de soort is voor het eerst geldig gepubliceerd in 1854 door Harris.
De soort komt voor in het Nearctisch gebied.

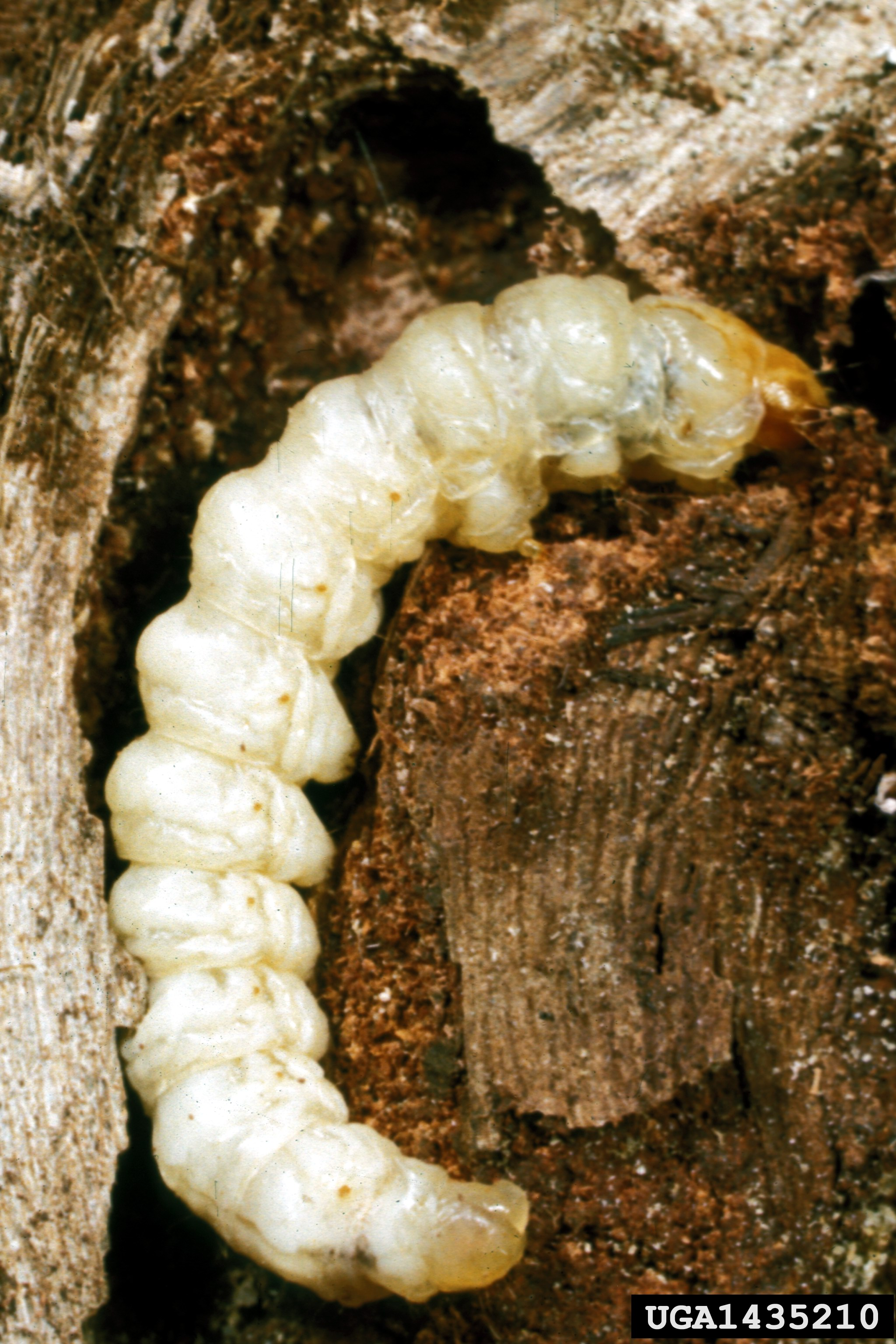
Rups
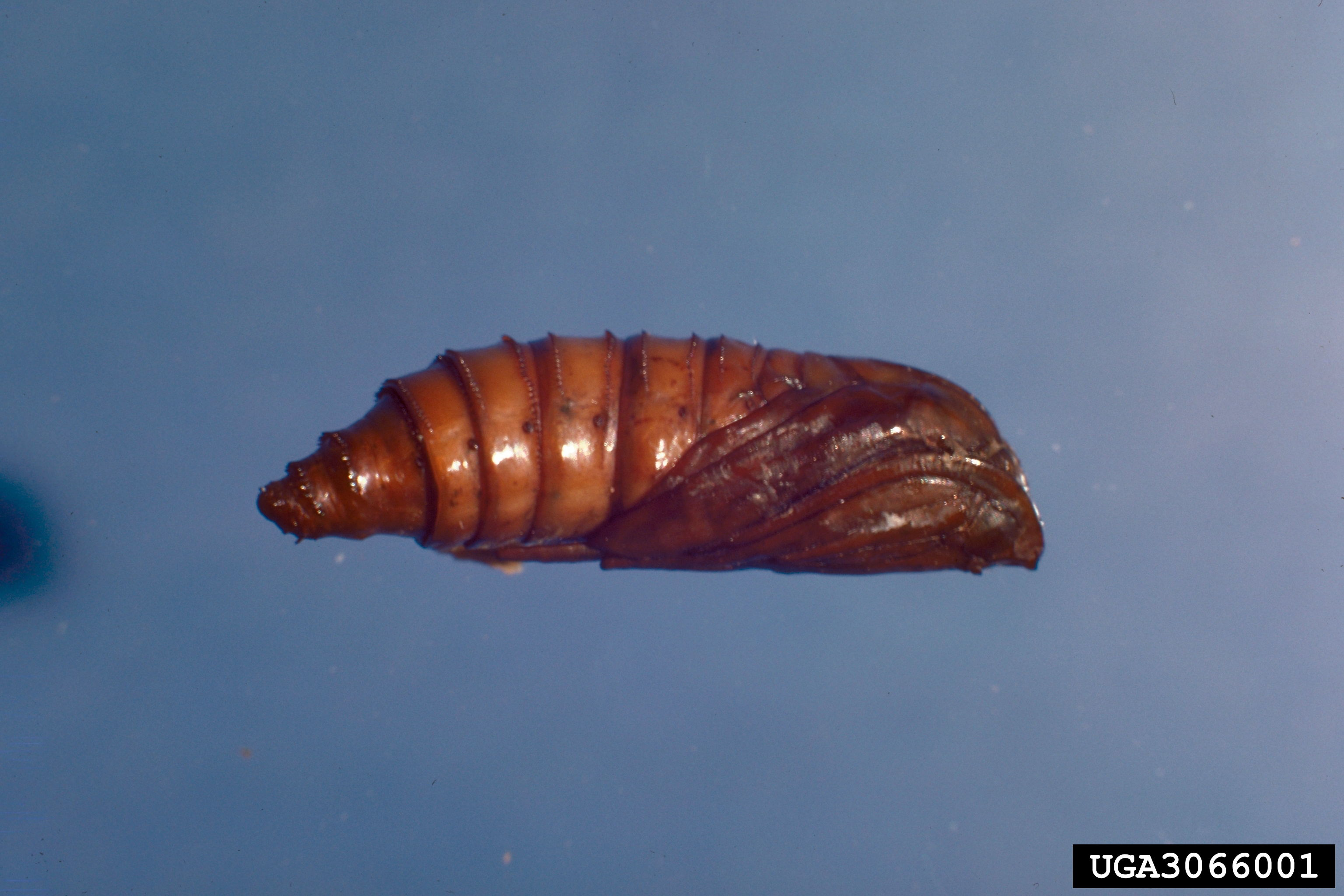
Pop